# John Grenfell Crawford
Sir John Grenfell Crawford AC, CBE (geboren 4. April 1910 in Sydney, Australien; gestorben 28. Oktober 1984 in Canberra, Australien) war ein australischer Wirtschaftswissenschaftler im Bereich der Landwirtschaft und eine Schlüsselfigur für das Wirtschaftswachstum nach dem Zweiten Weltkrieg.

## Leben und Wirken

### Frühe Jahre
John Grenfell (Jack) Crawford wuchs in einfachen Verhältnissen auf, zeigte aber schon früh seine Begabung. So wurde er von 1933 bis 1935 mit einem privaten Forschungsstipendium an der Universität Sydney unterstützt. Von 1934 bis 1942 war er dort Teilzeitdozent für ländliche Ökonomie. Er war außerdem ein äußerst erfolgreicher Dozent für Wirtschaft und internationale Angelegenheiten für die Workers’ Educational Association of New South Wales und Wirtschaftsberater (1935–19??) der „Rural Bank of New South Wales“.
In den 1930er Jahren machte sich Crawford Sorgen um den Zustand der australischen Landwirtschaft und interessierte sich sehr für internationale Angelegenheiten sowohl in Asien als auch in Europa. Er veröffentlichte zahlreiche Veröffentlichungen zum Thema Handel. Sein gemeinsam mit dem Ökonomen Colin Clark verfasstes Buch „The National Income of Australia“ (1938) war eine bahnbrechende Leistung, ebenso wie sein mutiges Kapitel „Australia as a Pacific Power“ in „Australia’s Foreign Policy“ (1938), herausgegeben von Walter Gordon Duncan (1885–1963). Das vielleicht entscheidende Element in Crawfords Entwicklung war ein Stipendiums des Commonwealth Fund im Jahr 1938, das es ihm ermöglichte, bis 1940 in den Vereinigten Staaten von Amerika zu studieren, und zwar an der Brookings Institution, dem US-Landwirtschaftsministerium und der Harvard University.
Nach seiner Rückkehr nach Sydney wurde er 1942 zum ländlichen Berater der Commonwealth Department of War Organization of Industry und im nächsten Jahr zum Forschungsdirektor der Abteilung für Nachkriegswiederaufbau ernannt. Ein Meilenstein in Crawfords Karriere war die Gründung des „Bureau of Agricultural Economics“ im Jahr 1945. Als Gründungsdirektor machte er diese Agentur zu einem unverzichtbaren Bestandteil der Ressourcen des Commonwealth, bevor er 1950 Staatssekretär im Ministeriums für Handel und Landwirtschaft wurde. Er hatte dieses Amt bis 1956 inne, als er im Zuge einer Umstrukturierung der Abteilungen zum Sekretär des neuen Handelsministeriums ernannt wurde. In dieser Funktion überwachte er die Aushandlung von Abkommen mit Großbritannien und Japan.
Nach seiner Ernennung zum Commander des Order of the British Empire im Jahr 1954 wurde Crawford 1959 als Knight Bachelor zum Ritter geschlagen. 1960 schied er aus dem offiziellen Staatsdienst aus und wurde Professor für Wirtschaftswissenschaften und Direktor der „Research School of Pacific Studies“ an der Australian National University (ABI) in Canberra. Seine Arbeit führte zur Entwicklung des Contemporary China Centre, der North Australia Research Unit und des Australia-Japan Research Centre.  Crawford an verschiedenen Regierungsanfragen beteiligt. Am bedeutendsten war Sir James Vernons (1910–2000) Wirtschaftsuntersuchungsausschuss (1963–1965), dessen stellvertretender Vorsitzender und aktivstes Mitglied er war. Auch sein Interesse an der australischen Handelspolitik blieb bestehen; sein letztes großes Werk war „Australian Trade Policy“ 1968.

### Spätere Jahre
Sir Johns Ernennungen zum Vizekanzler (1968–1973) und Kanzler (1976–1984) der ANU waren logische Höhepunkte seiner Karriere. In seine Jahre als Vizekanzler brachte er seinen intensiven Führungsstil und seine Fähigkeit ein, Probleme zu erkennen und ihnen entgegenzutreten. Crawford war weiterhin auch international gefragt. Eine seiner anspruchsvolleren Aufgaben in dieser Zeit war die des Vorsitzenden (1971–1976) des technischen Beratungsausschusses der „Consultative Group on International Agricultural Research“. Während seiner Amtszeit war er eine treibende Kraft hinter der Gründung des „Australian Centre for International Agricultural Research“ im Jahr 1982. Er zeigte seine Sorge um Papua-Neuguinea, indem er von 1972 bis 1975 Kanzler der dortigen Universität und Vorsitzender der Development Bank of Papua and New Guinea war Guinea 1972–74. Auf Wunsch von Premierminister Malcolm Fraser und Premierminister Ōhira Masayoshi aus Japan berief er im September 1980 das „Pacific Community Seminar“ ein, das den Kurs für die spätere Gründung der Asien-Pazifik-Wirtschaftskooperation festlegte. Er wurde ein enger Berater des Premierministers Bob Hawke über die ersten Schritte zu dieser Initiative. 1972 ehrte Japan ihn mit dem Orden des Heiligen Schatzes und 1984 gewann er einen Preis der Japan Foundation. 1981 wurde er zum „Australier des Jahres“ ernannt. Er erhielt die Ehrendoktorwürde der ANU und der Universitäten Newcastle (Neuengland), Tasmanien, Sydney, Papua-Neuguinea und Orissa (Indien). 1977 wurde Crawford in die American Academy of Arts and Sciences gewählt. Für herausragende und verdienstvolle öffentliche Dienste und Verdienste um Handel, Industrie, Handwerk, Landwirtschaft, Bildung und internationale Beziehungen wurde er 1978 zum Companion des Order of Australia ernannt.
Obwohl Crawford zu den ersten australischen Ökonomen gehörte, die allgemeines Ansehen erlangten, gefiel ihm die Entwicklung des Fachs oder der Sozialwissenschaften insgesamt nicht ganz. H. W. Arndt berichtete, dass Crawford sich selbst als „Ökonom, aber vor allem als praktizierenden angewandten Ökonomen“ betrachtete. Er hatte eine schlechte Meinung davon, „was an Universitäten als Wirtschaftswissenschaften gilt“, da es sich seiner Meinung nach größtenteils um „Übungen in mathematischer Logik“ handelte. Er war ein Mann der Politik. Seine natürliche Veranlagung und seine Erfahrung in der Regierung führten ihn zu der Ansicht, dass Wissen zwar durchaus um seiner selbst willen angestrebt werden könne, die verfügbaren Ressourcen jedoch besser eingesetzt werden könnten, wenn sie praktischen Zwecken dienten.